# Domenico Giordani
Domenico Giordani (Napoli, ... – Isernia, 11 febbraio 1640) è stato un vescovo cattolico italiano.

## Biografia
Poco si sa sul conto di Domenico Giordani, ma certo è che entrò ancora giovanissimo nella carriera ecclesiastica, nell'Ordine dei frati minori osservanti. Di lui si hanno notizie nel 1637 quando il 17 agosto, quando venne nominato vescovo di Isernia, ordinato il 20 settembre successivo per mano del cardinale Francesco Maria Brancaccio seniore, assistito da Gaetano Cossa, arcivescovo di Otranto, e da Tommaso Carafa, vescovo di Vulturara e Montecorvino.
Morì in carica nella sua sede l'11 febbraio 1640 dopo appena tre anni di reggenza.

## Genealogia episcopale
La genealogia episcopale è:
- Cardinale Guillaume d'Estouteville, O.S.B.Clun.
- Papa Sisto IV
- Papa Giulio II
- Cardinale Raffaele Sansone Riario
- Papa Leone X
- Papa Clemente VII
- Cardinale Antonio Sanseverino, O.S.Io.Hieros.
- Cardinale Giovanni Michele Saraceni
- Papa Pio V
- Cardinale Innico d'Avalos d'Aragona, O.S.Iacobi
- Cardinale Scipione Gonzaga
- Patriarca Fabio Biondi
- Papa Urbano VIII
- Cardinale Cosimo de Torres
- Cardinale Francesco Maria Brancaccio
- Vescovo Domenico Giordani, O.F.M.